# Josep Baraut
Josep Baraut (s. XVII - XVIII) fou clergue i organista de la Catedral de l’Empordà (Santa Maria de Castelló d'Empúries) entre els anys 1675 i 1714.
Va substituir Joan Pere Ribas, que va exercir entre els anys 1668-1675. Baraut serà substituït per Pau Rosés, que va exercir entre els anys 1714-1738.
Com a organista, havia d'interpretar l’instrument en els actes que requerien la presència  d’orgue o harmonium. En cas de no requerir-la, havia d'assistir el cor o dirigir-lo en cas de faltar el sotsxantre. A més, havia d'exercir de professor de cor de manera gratuïta, tenint també a càrrec seu el règim d'aquest i instruir els infants, designats pel rector, sobre els cants que havien d'executar a l'església.